# Le Seigneur des anneaux : le jeu de bataille
Pour les articles homonymes, voir Le Seigneur des anneaux (homonymie).
 (novembre 2007).
Le Seigneur des Anneaux : le jeu de bataille est un jeu de figurines s'inspirant de l'intrigue du roman Le Seigneur des anneaux de J. R. R. Tolkien.
Édité par Games Workshop, le jeu est paru pour la première fois en 2001, à l'occasion de la sortie du premier volet de l'adaptation cinématographique du roman par Peter Jackson. Les premiers coffrets de personnage se limitaient aux personnages présents dans les films, mais d'autres versions parues incluent des personnages du livre qui en étaient absents (Tom Bombadil, Glorfindel) et des personnages d'autres ouvrages de J. R. R. Tolkien (Le Silmarillion).

## Règles du jeu
Ce jeu de figurines à collectionner et à peindre oppose plusieurs armées, contrôlées par des joueurs différents, sur un champ de bataille établi. Le but du jeu varie selon le scénario, de la destruction totale de l'armée adverse à la capture d'un lieu précis.

### Avant de commencer
En début de partie, chaque joueur possède un certain nombre de points, pouvant aller de cinquante (Battle Company) à plusieurs centaines (War Party, Points Match) qui permettent de constituer une armée.
Le joueur peut recruter des soldats jusqu'à atteindre la limite des points disponibles : un héros coûte, ainsi, plus de points qu'un simple archer. Les soldats et les armées disponibles au choix sont caractéristiques du choix du terrain. Chaque unité est caractérisée par six éléments chiffrés :  Combat/Tir (deux chiffres : chance de vaincre et chance de blesser un ennemi à distance), Force (puissance de frappe), Défense (résistance), Attaque, Points de Vie, Bravoure (degré de courage).
Les héros possèdent trois caractéristiques supplémentaires : Puissance, Volonté, Destin. Elles ont une action sur la partie dans son ensemble et permettent d'utiliser des pouvoirs magiques ou de changer le résultat d'un dé. Les héros peuvent également utiliser des montures pour se déplacer plus rapidement et augmenter leurs caractéristiques.

### Comment jouer?
L'ensemble des joueurs jouent simultanément, néanmoins, un ordre de jeu est décidé à chaque début de tour. Un tour de jeu se déroule en cinq étapes : initiative, mouvement, tir, combat et fin de tour.
La première étape est celle de l’initiative, les joueurs lancent le dé, chacun leur tour. Celui qui fait le plus grand résultat a l'initiative du jeu, vient ensuite le tour de celui qui a fait le second plus grand résultat, etc.
La seconde étape est celle du mouvement, les joueurs, selon l'ordre de jeu défini, déplacent leurs figurines.
La troisième étape est celle  du tir, les unités équipées d'arcs ou d'arbalètes peuvent éliminer les unités adverses visibles. L'ordre de jeu pendant cette troisième étape est le même que celui définit pendant la première étape.
La quatrième étape est celle du combat, le reste des unités peut s'engager dans un corps à corps.
La dernière étape est celle de fin du tour où les joueurs confrontent leurs objectifs et résultats.

## Évolution du jeu
La boîte à thème sortie à l'origine en 2001 en même temps que le film Le Seigneur des anneaux : La Communauté de l'anneau permettait d'acquérir quarante-huit combattants en plastique (16 hauts-elfes, 8 Númenóréens et 24 Gobelins), des décors, et le livre de règles. À l'occasion de la sortie des deux films suivants (Le Seigneur des anneaux : Les Deux Tours et Le Seigneur des anneaux : Le Retour du roi), Games Workshop édita deux boîtes similaires contenant de nouvelles figurines en plastique et des règles mises à jour. Après avoir acquis les droits du livre, Games Workshop édita une gamme de suppléments afin d'étendre l'univers et de proposer de nouvelles figurines présentant les personnages et lieux présents dans les livres mais mis de côté dans les films. En 2005, Games Workshop publia une quatrième version du jeu contenant les règles mises à jour et compilées de tous les ouvrages édités jusqu'alors.

## Les factions
On distingue deux types d'armées principales, à savoir le « Mal » (forces de Sauron, de Saroumane, etc.) et le « Bien » (le Gondor, le Rohan, etc.), chacune menée par différents héros.
Chaque figurine représente un nombre de points fixé selon des règles précises, avec des compétences spéciales ou pas, une certaine distance maximale de déplacement, et différents niveaux d'aptitude, comme la défense ou l'attaque.
Les figurines créées dans le jeu appartiennent généralement aux films ou aux livres, cela dit certaines parties peu développées de l'œuvre de J. R. R. Tolkien poussent les créateurs à inventer des héros de toutes pièces (surtout dans les scénarios concernant le Harad ou la Forêt Noire). Dans un premier temps, Games Workshop ne possédant que les droits du film, les figurines ne représentaient que les personnages vus au cinéma. Puis Games Workshop acquit les droits du livre, ce qui permit de sortir de nouvelles figurines issues de l'œuvre de Tolkien.
L'extension Légions de la Terre du Milieu fournit un classement avec des listes d'armées d'une même faction regroupées dans des catégories choisies selon la situation géographique (comme la catégorie des Monts brumeux) ou bien l'allégeance à un même royaume (comme le Gondor) ou seigneur (comme les Bastions de Sauron). Voici ces catégories :

## Le Mal
- Les Monts brumeux
- L'Isengard
- Les Bastions de Sauron
- Les Royaumes orientaux
- Les Terres du Sud
- Les Champions du Mal
- Le Mordor

### Les Monts brumeux
- La Moria : ces armées représentent les tribus gobelines qui infestent les anciens royaumes nains. Elle est composée d'une majorité de guerriers plutôt médiocres et bon marché mais peut compter sur la force des trolls, l'aide des capitaines, celle du balrog, la deuxième figurine la plus puissante du jeu (après Sauron), et Smaug.
- Angmar : ces armées montrent les forces que le Roi-Sorcier déchaîna sur l'Arnor et les forces toujours présentes bien plus tard. Elles ont souvent des guerriers moyens (orques et ouargues sauvages), des unités plus spécifiques (spectres), et des héros particuliers (chef troll, spectres des galgals).
- Les Habitants du Dessous : les gobelins n'infestent pas que la Moria. Certaines tribus se sont installées dans des bois ou des cavernes. Cette liste est un mélange des deux précédentes (les gobelins chevaucheurs de wargs) tout en ajoutant des figurines différentes: les araignées géantes.

### L'Isengard
Le Cercle d'Isengard est une ancienne forteresse du Gondor surveillant un endroit appelé la Trouée du Rohan (lieu hautement stratégique). La Tour d'Orthanc est indestructible grâce à la magie. Depuis quelque temps, Saroumane s'y est installé et a levé une armée de féroces Uruk-haï soutenus par les hommes du pays de Dun. Cette section comprend : Les Pillard d'Isengard, Les Légions de la Main Blanche, Le pays de Dun, et Les Bandits de Sharkey.
- Les Pillard d'Isengard représente les uruk-haï qui ravagèrent le Rohan, parcourant rapidement de longues distances pour accomplir la volonté de Saroumane.
- Les Légions de la Main Blanche montre les armées qui stationnaient dans le Cercle d'Isengard et qui se déversèrent sur le Gouffre de Helm pour détruire le peuple du Rohan. Elle peut faire appel aux redoutables berserkers Uruk-hai et possède deux héros assez spéciaux : Grima et Saroumane. Grima est un manipulateur qui sera une épine impossible à enlever tandis que Saroumane est un puissant magicien qui jettera à terre de nombreux adversaires.
- Le Pays de Dun est une liste qui montre les hommes qui se sont alliés à Saroumane dans sa guerre contre le Rohan.
- Les Bandits de Sharkey : Lors de sa décadence, Saroumane s'enfuit dans la Comté où il voulait faire un dernier coup bas. Il rassembla de nombreux bandits, aussi bien humains qu'orques, et commença à ravager la patrie des Hobbits mais fut stoppé par le retour de Frodon, Sam, Pippin, et Merry, mettant fin à son entreprise.

### Les Bastions de Sauron
Sauron, le Seigneur des Ténèbres, possède de nombreuses forteresses, dont la plus importante est Barad-Dûr. La plupart se situe dans le Mordor, un immense désert de cendres cerné par des chaînes de montagnes, mais quelques-unes se trouvent dans des lieux plus inhabituels comme Dol Guldur, qui est bâtie dans la forêt de Mirkwood habitée par des elfes. Peu importe l'endroit, le fait que des sbires de Sauron s'y trouvent le transforme rapidement en un lieu sinistre. Cette section comprend les plus grandes forteresses occupées par les orques : Cirith Ungol, la Porte Noire, Dol Guldur, Minas Morgul, et Barad-Dûr.
- Cirih Ungol : Cette liste possède un assez bon mélange de troupes et de héros mais a une créature très particulière : l'énorme araignée Arachné.
- La Porte Noire : Cette armée représente les gardiens de l'entrée du Mordor et est composée de nombreuses troupes d'élite (à noter, c'est la seule à contenir l'une des bêtes les plus puissantes du jeu : le Chef troll du Mordor).
- Dol Guldur : Ancienne forteresse abandonnée dans les bois elfiques, elle fut utilisée par Sauron pendant qu'il faisait des recherches sur l'Anneau. Cette liste a la particularité de posséder des unités peu communes, comme la Reine des Araignées, les Castellans, et un terrible magicien, le Nécromancien, qui n'est autre que Sauron ayant perdu de sa puissance.
- Minas Morgul : La jumelle de Minas Tirith est tombée depuis longtemps sous le joug des orques et sert de repaire aux Nazgûl. L'armée contient de bons héros et de terrifiants spectres.
- Barad-Dûr : La capitale du royaume de Sauron, le joyau du Mal. Cette liste la représente au temps de l'Ultime Alliance lorsque sa fin était proche, remplie d'orques et gouvernée par un maître invincible : Sauron.

### Les Royaumes Orientaux
Les Royaumes orientaux représente les territoires se situant au nord et à l'est du Mordor : le Rhûn et le Khand. Les peuples habitant ces pays sont des civilisations guerrières assez agressives envers le Gondor, et ce pour diverses raisons : le Rhûn (ou Orient) vénère Sauron comme un dieu vivant.
Quant au Khand (ou Pays des Variags), il s'est allié au Seigneur des Ténèbres par crainte ou par la promesse d'or et d'esclaves. Les Orientaux attaquent en formations serrées, d'énormes phalanges avançant sans crainte. Les Variags préfèrent les raids rapides et efficaces, déstabilisant l'ennemi et permettant de faire des prisonniers sans efforts.
- Les Orientaux : Cette liste représente les mystérieux guerriers loyaux envers Sauron jusqu'à la mort. Ce sont des humains aussi compétents que ceux de Minas Tirith. Elle contient aussi une des cavaleries blindées du jeu : les cataphractaires. Ils sont beaucoup ralentis par leur cuirasse mais peuvent résister au tir de leurs adversaires (il faut faire un jet de 6 pour les blesser).
- Les Variags de Khand : Le Khand est un pays divisé en une multitude de royaumes. Le pillage est un mode de vie pour eux : ce qui leur manque, ils vont le voler chez leurs voisins. La liste contient de bon guerriers et une cavalerie particulière : les chars et les cavaliers équipés d'arcs. Les guerriers du Khand sont armés exclusivement de haches et d'arcs.
- Les Mercenaires de Khand : Certains habitants de Khand deviennent mercenaires par attrait pour l'or.

Ceux-ci sont recherchés par tous les peuples de la Terre du Milieu car ce sont de formidables guerriers. Cette liste sera surtout utilisée pour servir d'élite par rapport à vos autres troupes.

### Les Terres du Sud
- Les Terres du Sud désigne les armées humaines habitant le pays aussi grand que dépaysant qu'est le Harad. En effet, même si la majorité de la superficie est un désert, le Harad possède de magnifiques forêts, de grands fleuves (artères de vie), et d'anciennes cités en ruines. Les Haradrim sont divisés en une multitude de royaumes, tribus, et caravanes nomades. Malgré cette anarchie constante, certaines cité se sont développées. C'est le cas de la cité d'Umbar. D'autre fois, c'est un homme assez charismatique qui peut fonder un empire en rassemblant assez de tribus sous sa coupe. Ce fut le cas de Suladân, le Seigneur-Serpent.
- La Horde du Serpent : Cette armée représente les troupes ayant combattu aux Champs du Pelennor, menées par le meilleur général haradrim : Suladân. Elle contient un très grand choix de troupes et des créatures redoutables comme le Mumâk!
- Le Harad permet de composer une force antérieure à la précédente tout en présentant un personnage différent : le roi haradrim.
- L'Extrême Harad : Nous ne savons que peu de choses pour le moment de cette liste mis à part le fait qu'elle contient des troupes très exotiques comme les Mumâk, les Demi-trolls ou les guerriers sur dromadaire.
- Les Flottes corsaires : Ces pirates ont toujours servi Sauron en pillant les cités côtières du Gondor et des Elfes. Elle est composée de troupes efficaces mais peu protégées.
- Umbar : Cette ville est la capitale du Harad et est dirigée par les sept seigneurs d'Umbar. Ses troupes sont composées de piètres guerriers mais ont le soutien des Hâsharins, l'ordre des d'assassins du Harad.

### Les Champions du Mal
Cette section regroupe toutes les figurines qui n'appartiennent pas particulièrement à une liste citée précédemment mais peuvent être pris comme alliés, rendant votre armée encore plus redoutable.
- Les Monstres de la Terre du Milieu : Ici se trouvent les plus terrifiantes créatures qu'un général du Mal peut recruter: Balrog, dragons, Géants...
- Les Nazgûl : Ces spectres des temps anciens peuvent être pris dans n'importe quelle armée comme soutien magique.

## Le Bien
- La Communauté de l'Anneau
- L'Arnor
- Les Havres elfiques
- Les Royaumes sylvestres
- Le Rohan
- Le Gondor
- Les Forteresses naines
- Les Champions du Bien
- Les Fiefs du Gondor

### La Communauté de l'Anneau
Ce chapitre ne contient qu'une seule liste, portant le même nom. Elle regroupe tous les héros la formant durant la Guerre de l'Anneau et permet un grand choix d'alliés. Polyvalente, la liste offre en plus les différentes versions de certains personnages (comme Gandalf le Gris ou Gandalf le Blanc).

### Le Royaume du Nord: l'Arnor
Lorsqu'Elendil fonda le Gondor, un autre royaume fut fondé en même temps : l'Arnor. Le chapitre contient trois listes.
- Arnor : Comme dit plus haut, c'est le jumeau du Gondor. Malheureusement, il était condamné à disparaître sous les assauts des légions du Roi-Sorcier d'Angmar. La liste contient des troupes d'élite de la fin du Tiers Âge avec son dernier roi, Arvedui, et son conseiller personnel, Malbeth.
- La Compagnie Grise : Après la chute de l'Arnor, les survivants, les Dúnedain, se firent un peuple discret mais continuant néanmoins leur lutte contre Sauron. Le plus connu d'entre eux est Aragorn, l'héritier du trône du Gondor. Cette liste a la particularité de pouvoir jouer un nombre impressionnant d'archers compensé par le peu de choix de troupes.
- La Comté : Les Hobbits reçurent un jour du roi d'Arnor une terre où s'installer : la Comté. Elle fut préservée des ravages de l'Angmar durant la chute de l'Arnor et fut protégée durant le reste du Tiers Âge par des Dúnedain, les rôdeurs du Nord, qui désiraient la protéger des pillards divers. Elle propose une liste de guerriers et héros bon marché en points mais renommés, comme Bilbon Sacquet ou Sam Gamegie.

### Les Havres elfiques
Les elfes sont un peuple qui domina la Terre du Milieu durant le Deuxième et le Troisième Âges, jouissant d'une durée de vie supérieure à celle des hommes et maîtrisant des techniques d'artisanat et de magie inouïes. C'est leur ambition sur la magie qui causa leur perte car le Seigneur des Ténèbres les força, sans le vouloir et après maints complots, à forger les Anneaux de Pouvoir et à les lier au plus puissant de tous : l'Unique. Après avoir été démasqué, Sauron lança ses hordes d'orques sur les cités elfiques. S'ensuivit alors une terrible guerre qui déboucha sur le bannissement de Sauron, la perte de l'Unique, et la victoire des elfes et de leurs alliés : les hommes de Nùmenor. Cependant les Elfes furent tellement affaiblis qu'une grande partie de leur population abandonna ses terres pour retourner dans son pays d'origine. Les quelques individus restants continuèrent la lutte malgré leur sous-effectif.
- Fondcombe est la Dernière Maison Simple, un havre de paix elfique protégé par de puissants enchantements. C'est ici que les voyageurs peuvent se reposer avant de reprendre leur route. Ici vit aussi le seigneur Elrond, le Demi-Elfe. Cette liste ne propose qu'un seul choix de troupes mais un vaste panel de héros.
- Les Havres Gris : Cet endroit est le dernier port où des bateaux mènent à Valinor, la patrie des elfes. Son seigneur, Cirdan, a fait vœu de ne partir qu'avec le dernier bateau. Cette armée propose un choix assez équilibré de troupes et de héros. En revanche, une partie de l'armée ne possède pas encore de profils et de  figurines.
- Eregion : Lors de la fin du Deuxième Âge, les elfes rassemblèrent la plus vaste armée de leur histoire. Celle-ci était commandée par le Haut-Roi des Elfes, Gil-galad, ses conseillers et ses amis : Elrond, Erestor, Celebrimbor. Cette force regroupe de puissants héros escortés par des troupes de tous types comme le char haut-elfe, les chevaliers hauts-elfes... Une partie des figurines n'existe pas encore.

### Les Royaumes Sylvestres
À la fin du Troisième Âge, il n'y avait plus que trois grandes forêts dans l'Ouest de la Terre du Milieu : la Lothlórien, Fangorn, et Mirkwood. Ces contrées recelaient des créatures étranges et d'un âge inimaginable. Malgré leur discrétion, ces êtres se sont toujours opposés à Sauron et ses alliés. Cette section regroupe trois listes : Lothlórien, les Halls de Thranduil, et la forêt de Fangorn.
La Lothlórien est une liste représentant le pays de Galadriel. Elle regroupe des guerriers peu protégés, mais à même de défier l'élite adverse. Quant aux héros, l'armée possède de bon magiciens, guerriers, et un expert en archerie. La liste des Halls de Thranduil comporte les forces du pays d'origine de Legolas, qui s'opposèrent au Nécromancien. L'armée possède peu de choix, avec une défense faible mais ceci est compensé par l'exclusivité de trois unités : les sournoises sentinelles elfes sylvestres et Thranduil, ainsi que son fils Legolas, les « snipers » du jeu.
La forêt de Fangorn est une antique forêt qui se dresse à côté des Monts Brumeux et non loin de l'Isengard. Elle est gardée par des êtres fantastiques : les hommes-arbres, ou Ents. Ceux-ci décideront de démolir l'Isengard après que Merry et Pippin les en auront convaincus. Cette troupe ne contient que peu de choix. Cependant ses unités sont pour le Bien ce que les Trolls sont pour le Mal : un concentré de muscles et de puissance.

### Le Rohan
Le Rohan est une nation jeune et liée au Gondor depuis sa naissance. En effet c'est le Gondor qui offrit ces terres à ce peuple en remerciement de l'aide qu'il fournit pour lutter contre la menace orientale.
Le Rohan est le pays des Seigneurs des chevaux car ce sont les meilleurs éleveurs de la Terre du Milieu. Leurs montures sont connues pour leur force et leur endurance, même chez les serviteurs du Mal. De fait, il arrive souvent que des Orques fassent des raids dans le but d'enlever des chevaux. Ils n'enlèvent cependant que des bêtes à robe noire, pour les Nazgûl.

### Le Royaume du Sud: le Gondor
Les Gondoriens sont connus pour la discipline dont ils font preuve, et pour les lignes de bataille qu'ils forment avant les corps-à-corps. Chaque guerrier est engoncé dans une armure lourde, ce qui lui donne une valeur de défense non négligeable (5 sans bouclier, 6 avec). Les guerriers forment l'ossature de n'importe quelle armée de Minas Tirith.
Ils possèdent une des meilleures cavaleries lourdes du jeu : les chevaliers de Minas Tirith et leurs terribles lances de cavalerie. Leur principale manière de combattre est le mur de boucliers qui consiste à former une ligne de bataille de deux rangs, le premier formé de guerriers avec épée, le deuxième de guerriers équipés de lance, ce qui leur permettra d'aider la première ligne. Il y a plusieurs armées : la tour d'Ecthelion Ier, Minas Tirith (les armées du Gondor à travers les âges), les fiefs, les rôdeurs de l'Ithilien, et l'armée du haut-roi (Númenor). À l'instar des elfes ou des nains, ils seront en infériorité numérique. La discipline du Gondor devient vraiment importante lors de la fin de la bataille.

#### Les fiefs du Gondor
Les fiefs du Gondor représentent les provinces fidèles à Minas Tirith. Si chaque région garde une certaine autonomie, Dol Amroth garde le dessus, et nombre de seigneurs des fiefs cherchent le conseil de son prince, Imrahil. Parmi les plus célèbres fiefs, on trouve Dol Amroth, les clans du Lamedon, la province du Lossanarch, et les archers de la vallée de Morthond.
Les principaux avantages d'une armée des fiefs sont :
- une valeur de combat de 4 minimum ;
- de hautes valeurs de défense (qui tournent autour de 5-6... à part le Lamedon, 4) ;
- la cavalerie la plus "lourde" du jeu ;
- les piquiers de Dol Amroth ;
- les haches de Lossanarch et les armes à deux mains du Lamedon ;
- des héros parmi les plus puissants du jeu.

Par contre, leurs principaux défauts sont :
- ils sont chers (en points et en argent) ;
- il n'y a pas énormément de choix de troupes (rôdeurs, chevaliers et piquiers de Dol Amroth, soldats du Lamedon et de Lossanarch) ;
- il n'y a pas d'artillerie.

Sauf pour les rôdeurs qui sont en boîte, tous se vendent en blisters. Donc faire une armée des fiefs coûte plus cher que les autres ; il vaut mieux l'allier à une autre force du Gondor, telle que les Rôdeurs ou la Tour d'Ecthelion, pour pouvoir bénéficier des guerriers de Minas Tirith (pas très chers, et relativement fiables).

### Les Forteresses Naines
Les principales forteresses des Nains sont Erebor au Tiers Âge et Khazâd-Dûm au Second Âge. Les tenaces guerriers nains sont également représentés dans la liste d'armée du Peuple de Durin.
- Khazad-Dum : cette armée représente l'armée de Cavenain au temps de sa grandeur, elle dispose de guerriers puissants tels que les gardes du Khazad et d'un héros principal : Durin qui peut éventuellement être soutenu par un autre héros : Mardin.
- Erebor : cette armée représente les défenseurs des territoires d'Erebor et dispose de 3 héros principaux : Dain pied de fer, Balin et Gimli.
- Le peuple de Durin : Cette armée représente les nains qui sont un peu éparpillés dans La Terre du Milieu. Ils n'ont que peu de choix de troupes.

Murin et Drar sont des compagnons qui voyagent un peu partout en Terre du Milieu.
Les points forts des armées naines sont une très bonne défense (aux alentours de 6/7 et avec un max de 9 pour les gardiens des portes), une bonne bravoure et une force correcte.
Leurs points faibles sont un manque de cavalerie, un manque de lanciers, et une armée lente.

### Les Champions du Bien
Ce sont des aventuriers qui parcourent la Terre du Milieu, aidant les guerriers du Bien dans leur guerre contre Sauron. Ce sont des guerriers assez rares. Parmi les "armées" possibles, Bilbon, Grimbeorn, les hommes sauvages de Druadan, ou encore l'Aigle Gwaihir sont possibles.

## Suppléments sortis
Chaque supplément sorti par Games Workshop est un mini-guide sur une région de la Terre du Milieu, comme les Royaumes orientaux pour le supplément Une Ombre à l'Est, ou bien l'Arnor et l'Angmar dans le cas de La Ruine d'Arnor.
(Ces suppléments sont classées selon qu'ils sont sortis avant ou après la dernière édition du livre de règles)
- Anciennes sorties :
  - L'Ombre et la Flamme
  - Le Siège de Gondor
  - Les Champs du Pelennor
  - Le Pillage de la Comté
- Quatrième version du jeu :
  - La Communauté de l'Anneau
  - Une Ombre à l'Est
  - La Chute du Nécromancien
  - Légions de la Terre du Milieu
  - Les Deux Tours
  - La Ruine d'Arnor
  - Khazâd-Dûm
  - Le Retour du Roi
  - Le Gondor en Flammes
  - Harad
  - Le Mordor

## The Hobbit
Avec la sortie du film de Peter Jackson Le Hobbit : Un voyage inattendu, adapté du livre Le Hobbit, le jeu est renommé The Hobbit, les règles complétées et de nouvelles figurines créées comme Thorin et les autres nains . On constate aussi que des figurines ont été rééditées pour qu'elles ressemblent davantage aux personnages du film (On peut observer une évolution de la figurine de Radagast par exemple).